# Brigata cosacca persiana

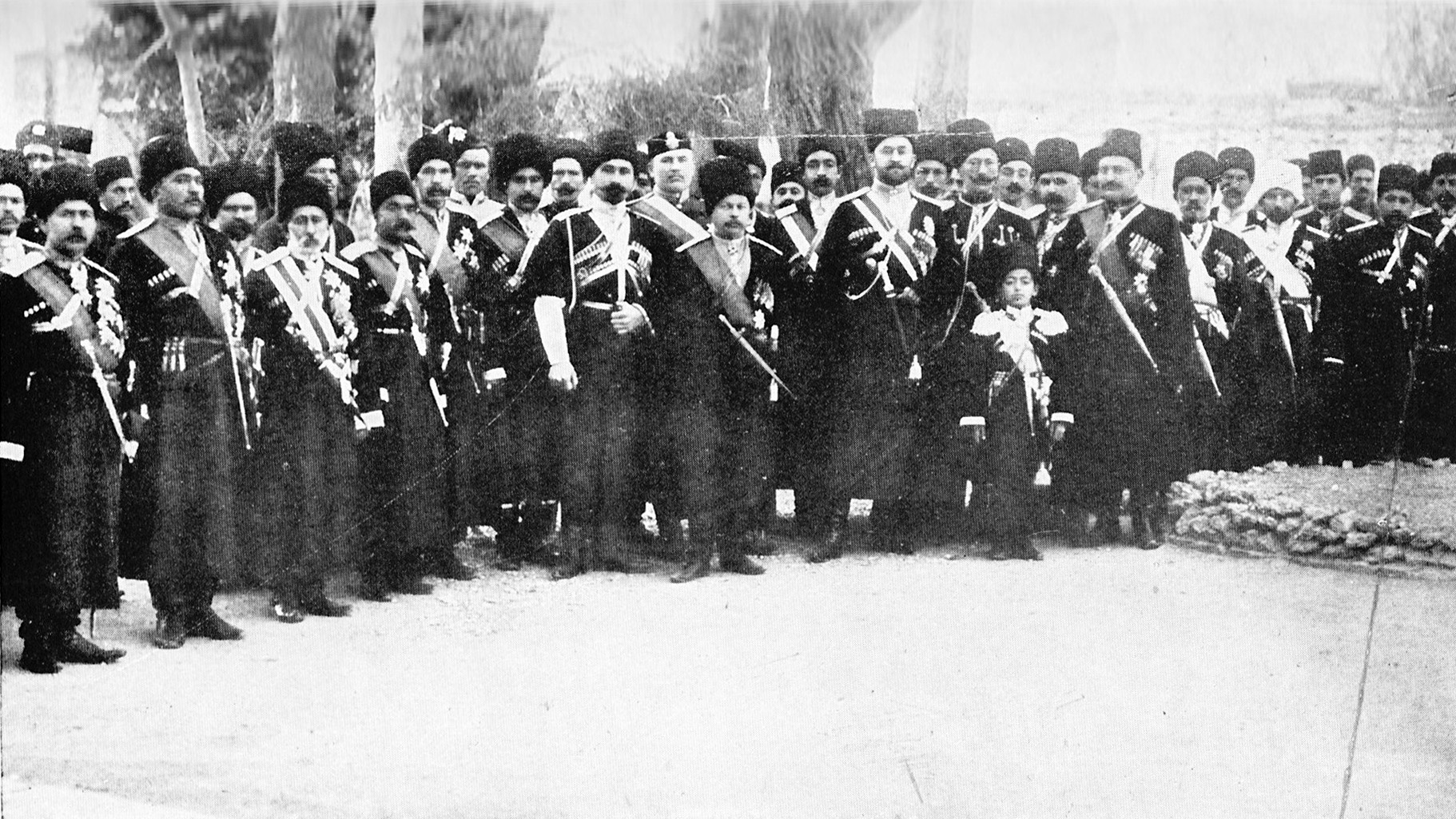
La brigata cosacca persiana nel 1909

La brigata cosacca persiana (in persiano ﺑریگاد قزاق‎, Berīgād-e qazzāq) era la formazione che fungeva da guardia personale della famiglia reale persiana in età qajar. Costituita da Nasser al-Din Scià nel 1879, essa fu comandata fino al 1917 da ufficiali russi, fra cui il col. Vladimir Platonovitch Liakhov. In seguito alla Rivoluzione russa, il suo comando fu trasferito a ufficiali iraniani, di cui il più famoso fu il col. Reza Khan.

## Creazione

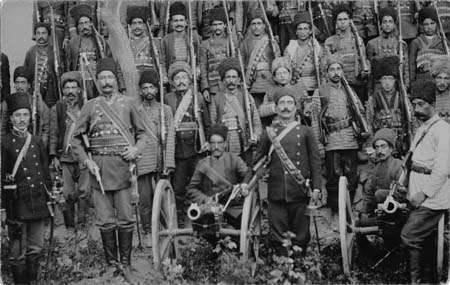
La brigata cosacca persiana nel 1913

Lo Scià di Persia Nasser al-Din Scià si recò in Russia nel 1878. Fu accolto calorosamente e si organizzò in suo onore una manovra militare che lo impressionò al punto da fargli chiedere allo Zar Alessandro II di mettere a sua disposizione degli ufficiali russi al fine di organizzare in Persia una forza simile a quella vista nella manovra. Il colonnello Alexei Ivanovitch Domontovitch e il suo staff arrivarono a Tehran a tal fine nel gennaio del 1879.
In pochi anni la brigata (poi, più tardi, divisione) cosacca persiana poté contare su un organico di 10.000 uomini. Essa svolse un ruolo cruciale nel corso della Rivoluzione costituzionale iraniana, bombardando il Majles iraniano il 23 giugno 1908, come pure durante gli anni tumultuosi della prima guerra mondiale e nel colpo di Stato del 1921, che avrebbe provocato la caduta della dinastia Qajar.
La brigata cosacca persiana fu integrata nel 1921 nelle forze armate iraniane.
Il 9 giugno del 2000, gli archivi della divisione cosacca persiana ospitati nel Ministero degli Affari Esteri della Francia sono stati trasmessi al Servizio federale russo degli archivi..

### Comando
| Nome                               | Periodo                      |
| ---------------------------------- | ---------------------------- |
| Col. Alexei I. Domontovich         | aprile 1879 - 1882           |
| Col. Piotr V. Tcharkovski          | 1883 - 1885                  |
| Col. Dmitri D. Kuzmin-Karavaiev    | 1885 - 1891                  |
| Col. Alexandre K. Schneur          | 1891 - 1894                  |
| Col. Vladimir A. Kossogovski       | 1894 - 1903                  |
| Col. Fiodor G. Tchernozubov        | 1903 - 1906                  |
| Col. Vladimir P. Liakhov           | 1906 - novembre 1909         |
| Col. Principe Nicolai P. Vadbolski | novembre 1909 - 1914         |
| Col. Prozorkievitch                | 1914 - agosto 1915           |
| Generale Barone von Maydell        | agosto 1915 - febbraio 1917  |
| Col. Clergi                        | febbraio 1917 - inizi 1918   |
| Col. Vsevolod D. Starosselski      | inizi 1918 - ottobre 1920    |
| Col. Reza Khan                     | ottobre 1920 - dicembre 1921 |